# ماجدة أمير
ماجدة أمير مغنية مصرية  ظهرت في أواخر أربعينيات القرن العشرين، واعتمدت في الإذاعة المصرية، وشاركت في تمثيل ثلاثة أفلام.
يجدها وجيه ندى على موقع «دنيا الوطن» ضمن «اصوات جميله وبدون شهرة» حيث كتب: «هناك مطربات لم يجدن حظهم ومنهن... ماجدة أمير».

## أشهر أغانيها
يا هنايا وفرحتي بقيت من قسمتى
لبيك يا حاكم على زمن

## أعمالها السينمائية
أحنا بتوع الأنيميا: سهرة تلفزيونية للمخرج أحمد النحاس.
شم النسيم (1952): فيلم من إخراج فرنيتشو، وبطولة رشدي أباظة، وسميرة أحمد.
السر في بير (1952): فيلم من إخراج حسن حلمي، وقدمت في الفيلم دور نادية ابنة فنجرى بيه المجوز (لطفى الحكيم) حيث مثلت وغنت مع المطرب المصري المشارك لها في البطولة «محمد صلاح» ثلاثة أغنيات: يا هنايا وفرحتي بقيت من قسمتى، وأوبريت «سلطان البرين»، و«إملا لي بإيدك كاس نسينى كلام الناس»

## وصلات خارجية
- ماجدة أمير على موقع الدهليز
- ماجدة أمير على موقع قاعدة بيانات الأفلام العربية

https://dhliz.com/artist/7iezQ9tefUs/ ماجدة أمير (مغنية)
https://www.sama3y.net/forum/showthread.php?t=68545 ماجدة أمير (مغنية)
https://karohat.com/Person/f6ef4a06-5084-421c-aff9-1547002d56cc ماجدة أمير (مغنية)